# وزارة الاقتصاد والمالية (بنين)
وزارة الاقتصاد والمالية (بالإنجليزيَّة: The Ministry of Economy and Finance) (بالفرنسيَّة: Ministère de l’Economie et des Finances) هي وزارة حكوميَّة مسؤولة عن إدارة الاقتصاد والنشاط المالي في بنين.
وزير الاقتصاد والمالية الحالي هو روموالد واداني.

## قائمة وزراء المالية

روموالد واداني، وزير الاقتصاد والمالية الحالي

- سورو ميجان أبيثي،[2] نوفمبر 1960 - ديسمبر 1960
- ألكسندر أداندي،[2] ديسمبر 1960 - سبتمبر 1963
- بيرتين بورنا،[2] سبتمبر 1963 - أكتوبر 1963
- سورو ميجان أبيثي،[2] أكتوبر 1963 - يناير 1964
- فرانسوا أكلوغان،[2] يناير 1964 - 1965
- أنطوان بويا،[2] نوفمبر 1965 - ديسمبر 1965
- نيسيفور سوغلو، [3] ديسمبر 1965 - ديسمبر 1966
- باسكال شابي كاو،[2] ديسمبر 1967 – 1968
- ستانيسلاس ييدومون كبوغون،[3] 1968 - ديسمبر 1969
- موريس كوانديتي،[2] ديسمبر 1969 - مايو 1970
- باسكال شابي كاو،[2] مايو 1970 - أكتوبر 1972
- توماس لاهامي، أكتوبر 1972 - أبريل 1973
- جانفيير كودجو أسوجبا،[3] أبريل 1973 - أكتوبر 1974
- إيزيدور أموسو،[3] أكتوبر 1974 – أغسطس 1984
- هوسبيس أنطونيو،[3] أغسطس 1984 - فبراير 1987
- بارنابي بيدوزو،[2] فبراير 1987 - 1988
- ديدير داسي،[3] أغسطس 1988 - 1990
- ايديلفونس ليمون،[2] 1990-1991
- بول دوسو،[2] 1991-1996
- مويس منساه،[2] 1996-1998
- عبدولاي بيو تشاني،[2] 1998-2002
- جريجوار لاورو،[2] 2002-2005
- كوزمي سيهلين،[2] 2005-2006
- باسكال كوباكي، 2006-2007
- سولي مانا لاواني، 2007-2009
- إدريس داود داودا، 2009-2011
- أديدجاتو ماتيس، 2011-2012
- جوناس أ. غيبيان، 2012-2014
- كومي كوتشي، 2014-2016
- روموالد واداني، 2016-

## روابط خارجية
- باللغة الفرنسية Ministry of Economy and Finance
- باللغة الفرنسية Ministry of Economy and Finance, information page at Gouvernement du Benin